# 阪急田園バス
阪急田園バス株式会社（はんきゅうでんえんバス）は、かつて兵庫県で路線バスを運営していたバス事業者である。
旧社名は西谷自動車株式会社（にしたにじどうしゃ、通称『西谷バス』）で、その後は阪急バスの完全子会社となった。
2019年7月1日付で、親会社である阪急バスに吸収合併された。

## 概要
宝塚市北部の大原野西谷地区を中心に、宝塚駅や武田尾駅、三田駅を結ぶ路線を運行している。一部の区間では、神姫バスと共同運行している。
地盤となる西谷地区（1955年4月の宝塚市への編入までは、川辺郡西谷村）は長年交通の便が悪く、最寄りの鉄道駅である武田尾駅からは10km以上離れている。
1924年2月、この事情を考慮して当時の西谷村村長・長坊多三郎が中心となって、村の発展のために武田尾駅へとアクセスする乗合自動車路線の申請を行い、同年6月の事業免許取得を経て、同年7月に西谷自動車株式会社が創立した。出資は各集落への割当拠出によるもので、村営バスとしての性格が濃いものであった。
創立から程なくして太平洋戦争が激化すると、戦時統制で自動車関係の物資が欠乏したことから運営はほぼ壊滅状態となり、1944年には止むなく大阪公益社へ事業譲渡した。しかし終戦後は再び村が自ら運営するべきという声が強まり、1946年8月に再び村民の手によって買い戻された。
戦後の経済復興と共に利用客が増す一方、事業の発展に連れて人件費や整備などにかかる投資が大きな負担となり、健全な運営を保つためにも大手バス会社への事業譲渡が望ましいとの声が増え始める。
そのため、1960年には地理的関係や今後の地域開発において、阪急バスへの意向打診が行われた。同社が選ばれたのは、かつて同社が買収した北摂自動車が猪名川町紫合（ゆうだ）から西谷地区の波豆までの路線を運行していた実績があったことによる。交渉は成立し、同年11月には株式のほとんどを阪急バスへ譲渡し、旧西谷自動車の従業員は新規採用として全員引き継いだ上で、新生・西谷自動車が発足した。そして、1995年には阪急バスの完全子会社となり、1997年には社名を「阪急田園バス」に変更した。
また能勢支社を皮切りに、阪急バスの一部の営業所に支社を置き、運転士の人事などの運行管理を受託する業務も行っていた。詳細は「阪急バス#営業所一覧」を参照のこと。
しかしながら、2019年6月30日をもって阪急田園バスは阪急バスに吸収合併され、「阪急バス 宝塚営業所西谷出張所」として西谷地区や元委託先の社員を阪急バスの社員とし、引き続き走っている。
なお、2021年3月31日をもって西谷出張所は閉所し、宝塚営業所に統合されるほか、西谷地区と三田および宝塚方面を結ぶ路線が廃止される。

## 沿革
- 1924年7月20日 - 村民有志184名を株主とする、準村営のバス会社として設立
- 1924年8月8日 - 武田尾線（上佐曽利 - 武田尾）の運行開始
- 1944年 - 株式会社大阪公益社に経営譲渡
- 1946年8月9日 - 同社より株式を買い戻し、西谷自動車として再出発
- 1957年9月20日 - 三田線（波豆 - 三田）運行開始
- 1960年
  - 1月5日 - 川床線（西谷車庫 - 川床口）運行開始
  - 11月29日 - 阪急バスへ株式の97.90%を譲渡し、同社の子会社となる
- 1965年4月16日 - 本社車庫を松葉屋から現在の位置に移転
- 1967年4月1日 - 宝塚線（西谷 - 宝塚）運行開始
- 1972年
  - 8月15日 - 長尾山霊園線（宝塚 - 生瀬 - 長尾山霊園）運行開始
  - 11月1日 - 川床線廃止
- 1973年9月 - ワンマン化
- 1974年7月20日 - 創立50周年
- 1995年11月25日 - 阪急バスの完全子会社となる
- 1997年
  - 4月1日 - 阪急田園バスに社名変更西谷バスから阪急バスへ

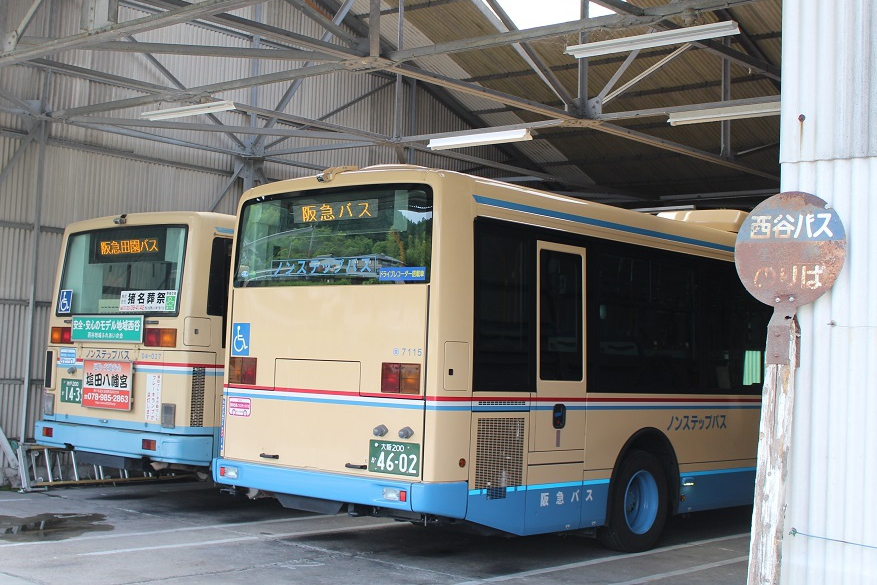
西谷バスから阪急バスへ

  - 10月10日 - 能勢支社開設。以降、阪急バスの営業所に支社を開設し、運営受託を開始
- 1998年4月1日 - 向日支社開設
- 1999年1月9日、4月9日、10月9日 - 大山崎、山口、豊能支社開設
- 1999年4月1日 - 全面ダイヤ改正を実施。
  - 武田尾線は、宝地ヶ鼻～長谷南～東部間を路線延長（長谷公民館前・長谷南を新設）。阪急田園バス本社前～東部間に西谷小学校前を新設。波豆～ＪＲ武田尾系統の一部便を東部経由に変更。
  - 宝塚線は、生瀬経由からすみれガ丘経由とし、西谷地区から宝塚北高校への通学の利便性を向上。波豆～宝塚系統の一部便を東部経由に変更。切畑南口～鳥ヶ脇間に検見橋を新設。波豆川～宝塚の直通系統を廃止。
- 2000年
  - 2月9日、12月9日 - 柱本、伏尾台支社開設
  - 4月1日、5月1日 - スルッとKANSAI協議会に加盟、プリペイドシステム導入
- 2001年4月1日 - 運送規約変更、環境定期券導入
- 2002年2月1日 - 伊丹支社開設
- 2008年3月1日 - ICカード乗車システムを全路線で導入
- 2012年12月9日 - 能勢支社廃止（能勢営業所の閉鎖による）
- 2016年4月1日 - Suicaなど交通系ICカード全国相互利用サービスに対応。
- 2019年7月1日 - 阪急バスに吸収合併[2]。路線は同社の宝塚営業所傘下の西谷出張所の管轄となった。車両の所属を示す略号は「谷」。紙回数券・定期券を廃止。三田線の路線名称を東部三田線に変更。
- 2021年3月31日 - 一部区間の廃止に伴うダイヤ改正の実施で西谷出張所がこの日を最終営業日として閉所[3]。改正の内容は、運行路線の欄を参照のこと。
- 2021年4月1日 - 全面ダイヤ改正実施。宝塚線、東部三田線、武田尾線の一部（西谷の森公園方面、波豆川方面）を路線廃止。管轄営業所を西谷出張所から宝塚営業所に変更し、西谷出張所を閉所。
- 2022年4月1日 - 武田尾線で日生中央 - 切畑 - 上佐曽利系統を開設。運行管轄を、宝塚営業所から猪名川営業所に変更。

## 運行路線

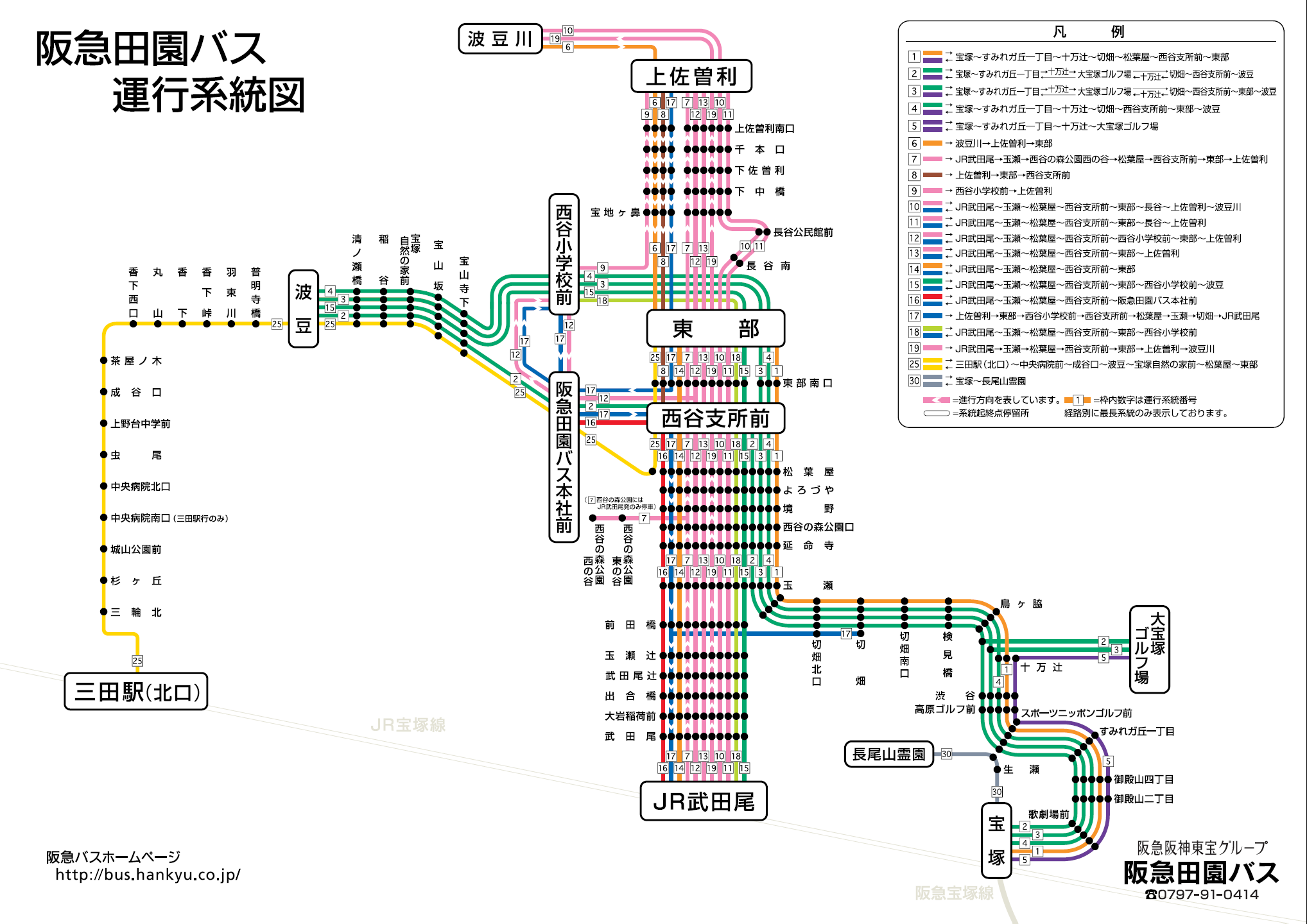
運行系統図（2014年7月1日現在）

停留所・運賃・ダイヤなどは阪急バス公式サイトを参照。
なお、「西谷夢プラザ (旧西谷支所前)」は、「西谷夢プラザ」という形で副名称を省略して表記する。

### 宝塚線
1967年より運行。西谷地区と宝塚駅を結ぶ路線で、路線全体で1日5往復ほど運行している。もとは生瀬 (現在の生瀬橋東詰) を経由して宝塚市民会館 (現在の御殿山二丁目)・宝塚駅へ向かうルートを取っていたが、1999年4月1日の全面ダイヤ改正で現在のすみれガ丘経由に変わった。
武田尾線と接続が考慮された便も設定されている。詳細は、宝塚駅前案内所や西谷出張所などで配布されている時刻表を参考のこと。
- 1系統： 宝塚 - すみれガ丘一丁目 - 十万辻 - 切畑 - 松葉屋 - 西谷夢プラザ - 東部
  - 4系統の区間便で2往復(土休日は、日中の宝塚行き1本が運休)運行。
- 2系統： 宝塚 → すみれガ丘一丁目 → 十万辻・大宝塚ゴルフ場 → 切畑 → 松葉屋 → 西谷夢プラザ → 西谷車庫前 → 波豆
  - 宝塚線で唯一「西谷車庫前」を経由する系統。路線図では両方向とも運行する系統とされているが、実際は土休日の朝に波豆行きが1本運行されるのみとなっている。なお、運行ルートの関係上、「東部」「東部南口」「西谷小学校前」は経由しない。
- 3系統： 宝塚 → すみれガ丘一丁目 → 十万辻・大宝塚ゴルフ場 → 切畑 → 松葉屋 → 西谷夢プラザ → 東部 → 西谷小学校前 → 波豆
  - 2系統とは逆に、「西谷車庫前」を経由しない系統。2系統の事実上の代替系統として運行されるが、平日の朝に波豆行き1本のみ運行のため、切畑地区からの通学輸送便のしての役割が強い。
- 4系統： 宝塚 - すみれガ丘一丁目 - 十万辻 - 切畑 - 松葉屋 - 西谷夢プラザ - 東部 - 西谷小学校前 - 波豆
  - 「大宝塚ゴルフ場」を経由しない宝塚線のメイン系統で3往復[* 1]運行。
- 5系統： 宝塚 - すみれガ丘一丁目 - 十万辻 - 大宝塚ゴルフ場
  - 2・3系統の区間便で、土休日の朝に1往復運行。

上記の「十万辻・大宝塚ゴルフ場」は、往復共に「（前停留所）→十万辻→大宝塚ゴルフ場→（次停留所）」の順に停車する。
- 2021年4月1日以降の動きについて
  - 宝塚線は、ダイヤ改正前日 (3月31日) の運行を最後に全系統が廃止（路線廃止）される。これに伴い、「高原ゴルフ前」「渋谷 (しぶたに)」「十万辻」「大宝塚ゴルフ場」「鳥ヶ脇」「検見橋」「切畑南口」の各停留所も廃止される[3]。なお「長尾山霊園口」は、同霊園線が改正後も引き続き運行されるため、宝塚線ののりばのみ廃止となる。

### 武田尾線
西谷地区と武田尾駅を結ぶ路線。前述した通り、創立当初からの西谷出張所の主力路線で、路線全体で毎時1 - 2本運行されている。
宝塚線と接続が考慮された便も設定されている。2021年4月に利用者がほぼいない波豆川 - 上佐曽利間から撤退する意向が報じられていたが、ダイヤ改正の前日である2021年3月31日の運行をもって、同区間の廃止が正式に決まった。
- 西谷地区内発着系統
  - 6系統： 波豆川 → 上佐曽利 → 東部
    - JR武田尾発10系統の折り返し便で、波豆川から出発する数少ない系統の1つ。波豆川から西谷出張所への入庫系統として、土休日の夜に1本のみ運行。

  - 8系統： 上佐曽利 → 東部 → 西谷夢プラザ
    - JR武田尾発11系統の土休日朝に運行される1便目の折り返し便で、こちらも1本のみ運行。

  - 9系統： 西谷小学校前 → 上佐曽利
    - 同地区内中心部にある、宝塚市立西谷小学校及び宝塚市立西谷中学校の下佐曽利・上佐曽利集落に在住する生徒の帰宅用通学バスとしての役割を持つ系統で、それを象徴するかのように「西谷小学校前」出発後は、東部周辺や長谷地区を経由せずに「宝地ヶ鼻」へ直行する。両校の下校時間帯に合わせる形で平日夕方に1本のみ運行。
- JR武田尾駅発着系統
  - 7系統： JR武田尾 → 玉瀬 → 西谷の森公園西の谷 → 松葉屋 → 西谷夢プラザ → 東部 → 上佐曽利
    - 2008年7月27日に開園した「兵庫県立宝塚西谷の森公園」へのアクセス系統として、土休日の午前に1本のみ運行。以前は14系統の接続系統として東部始発の区間便として運行されていたが、この2つの系統を統合する形で2009年10月3日改正時にJR武田尾始発に変更された。なお、同公園内から宝塚・武田尾方面へ向かう場合[* 2]や、7系統以外で宝塚・武田尾から同公園内or同公園内から西谷地区へ向かう場合は、「西谷の森公園口」[* 3]停留所を利用することとなる（公園口〜西の谷間は、徒歩で約15〜20分）。

  - 10系統： JR武田尾 - 玉瀬 - 松葉屋 - 西谷夢プラザ - 東部 - 長谷公民館前 - 上佐曽利 - 波豆川[* 4]
    - 「上佐曽利」停留所から西に約2kmのところにある、三田市波豆川地区と武田尾との間を乗り換えなしで結ぶ、数少ない系統。後述の11系統とともに、長谷地区を経由する系統の1つでもある。毎日朝に武田尾行きが、夜に波豆川行きがそれぞれ1本ずつ運行される。

  - 11系統： JR武田尾 - 玉瀬 - 松葉屋 - 西谷夢プラザ - 東部 - 長谷公民館前 - 上佐曽利
    - 10系統の上佐曽利発着バージョンで、長谷地区アクセス便のメイン系統。平日2往復、土休日4.5往復運行。

  - 12系統： JR武田尾 - 玉瀬 - 松葉屋 - 西谷夢プラザ - （西谷車庫前・西谷小学校前） - 東部 - 上佐曽利
    - 西谷地区中心部の主要停留所である「西谷車庫前」「西谷小学校前」「東部」の3停留所を全て経由する系統。カッコ内は、上佐曽利行きは[夢プラザ→車庫前→小学校前→東部南口]の順に、武田尾行きは[東部南口→小学校前→車庫前→夢プラザ]の順に経由する。西谷小・中学校の通学バス的な役割を持つ系統として、平日のみ3.5往復運行。

  - 13系統： 上佐曽利 → 東部 → 西谷夢プラザ → 松葉屋 → 玉瀬 → JR武田尾
    - 長谷地区はもちろんのこと、西谷車庫前や小学校前も経由しないストレート系統。平日夜に武田尾行き1本のみ運行。

  - 14系統： JR武田尾 - 玉瀬 - 松葉屋 - 西谷夢プラザ - 東部
    - 武田尾線の基本となる系統で、西谷出張所の入出庫系統としての役割を持つ。武田尾発は平日の午前中に2本、土休日の夜に1本運行。東部発は毎日3本[* 5]運行。

  - 15系統： JR武田尾 - 玉瀬 - 松葉屋 - 西谷夢プラザ - 東部 - 西谷小学校前 - 波豆
    - 武田尾と波豆を結ぶ唯一の系統で、毎日3往復運行される。

  - 16系統： JR武田尾 - 玉瀬 - 松葉屋 - 西谷夢プラザ - 西谷車庫前
    - 西谷出張所の入出庫系統の1つで、14系統の車庫前発着バージョン。武田尾発は平日早朝1本のみの運行だが、車庫前発は土休日も含めて毎日夜に1本運行される。

  - 17系統： 上佐曽利 → 東部 → 西谷小学校前 → 西谷車庫前 → 西谷夢プラザ → 松葉屋→ 玉瀬 → 切畑 → JR武田尾
    - 12系統武田尾行きの切畑経由便で、平日昼間に上佐曽利発が、平日夕方に西谷小学校前発がそれぞれ1本ずつ運行される。以前は2本とも小学校前始発だったが、昼の便が上佐曽利始発に変更された。

  - 18系統： JR武田尾 → 玉瀬 → 松葉屋 → 西谷夢プラザ → 東部 → 西谷小学校前
    - 14・16系統と同じく入出庫系統としての役割を持つ系統で、14系統の武田尾発の終着を小学校前まで延長したもの。毎日2本運行。

  - 19系統： JR武田尾 → 玉瀬 → 松葉屋 → 西谷支所前 → 東部 → 上佐曽利 → 波豆川
    - 数少ない波豆川系統の1つで、16系統武田尾発便の代替系統としての役割も持つ。土休日の早朝に波豆川行き1本のみ運行。長谷地区を経由する10系統と違い、こちらは長谷地区を経由せず、東部 → 宝地ヶ鼻へ直行するため、13系統の逆方向バージョンとも言える系統。

#### 2021年4月1日のダイヤ改正以降の武田尾線の動きについて
同線は、改正に伴う宝塚線・三田線の廃止に伴い、系統番号の変更・一部系統の経路変更・運行本数の調整等の大規模な路線再編が実施される。再編に伴い、以下の停留所の廃止・名称変更が実施される。
- 4月1日より名称変更される停留所
  - 「JR武田尾」→「JR武田尾駅」
  - 「武田尾」→「温泉橋 (おんせんばし)」
  - 「西谷車庫前」→「大東 (おおひがし)」

- 3月31日をもって廃止される停留所（武田尾線内のみ）
  - 西谷の森公園東の谷
  - 西谷の森公園西の谷
  - 波豆川
    - 西谷の森公園内の2停留所は、土休日に運行されている7系統のみが経由するため、2停留所の最終運用日は3月28日となる。

ダイヤ改正後の武田尾線の系統は、以下の通りとなる。
- 1系統 : 上佐曽利 → 下佐曽利 → 東部 → 大東 → 西谷小学校前 → 東部 → 西谷夢プラザ → 西谷の森公園口 → 前田橋 → 切畑 → 出合橋 → JR武田尾駅
  - 旧17系統にあたる系統で、1回目の東部出発後と切畑周辺の経路が変更される。改正前は、平日に上佐曽利始発と小学校前始発が1本ずつ運行されるのみだったが、改正後は全便上佐曽利始発となり、平日3本・土休日2本運行される。
- 2系統 : JR武田尾駅 - 出合橋 - 玉瀬辻 - 前田橋 - 西谷の森公園口 - 西谷夢プラザ - 大東 - 西谷小学校前 - 大東 - 東部 - 下佐曽利 - 上佐曽利
  - 旧12系統で、改正後の上佐曽利発着便の主力系統となる。武田尾発は毎日4本、上佐曽利発は平日6本・土休日4本運行される。
- 3系統 : JR武田尾駅 - 出合橋 - 玉瀬辻 - 前田橋 - 西谷の森公園口 - 西谷夢プラザ - 大東 - 西谷小学校前 - 大東 - 東部 - 長谷公民館前 - 下佐曽利 - 上佐曽利
  - 今回の改正で新設される系統で、2系統の長谷地区経由便である。武田尾発は平日2本・土休日3本、上佐曽利発は平日1本のみ運行される。
- 4系統 : JR武田尾駅 - 出合橋 - 玉瀬辻 - 前田橋 - 西谷の森公園口 - 西谷夢プラザ -  東部 - 長谷公民館前 - 下佐曽利 - 上佐曽利
  - 旧11系統で、3系統の大東・小学校前を経由しないバージョンの系統。午前中に1往復運行されるが、武田尾発は平日のみ、上佐曽利発は土休日のみの運行となる。
- 5系統 : 西谷小学校前 → 下佐曽利 → 上佐曽利
  - 下校用通学バスとしての役割を持つ旧9系統で、改正前は平日夕方1本のみだったが、改正後はもう1本増えて2本となる。
- 10系統 : JR武田尾駅 - 出合橋 - 玉瀬辻 - 前田橋 - 西谷の森公園口 - 西谷夢プラザ -  東部 - 西谷小学校前 - 宝塚自然の家前 - 波豆
  - 旧15系統で、後述の11系統と共に、武田尾 - 波豆間の輸送の一端を担う。平日2往復・土休日1往復運行される他、平日日中に波豆 → 小学校前が、夕方に旧18系統と同経路の武田尾 → 小学校前が、それぞれ1本ずつ運行される。
- 11系統 : JR武田尾駅 - 出合橋 - 切畑 - 前田橋 - 西谷の森公園口 - 西谷夢プラザ -  東部 - 西谷小学校前 - 宝塚自然の家前 - 波豆
  - 今回の改正で新設される系統。10系統の切畑経由便で、切畑から東部・波豆方面へ向かう唯一の系統でもある。武田尾発は毎日3本、波豆発は平日1本・土休日3本運行される。

### 東部三田線
1957年より運行。神姫バスとの共同運行で、阪急田園バスは午前の3往復を受け持ち、午後の1往復は神姫バスが担当する。
2010年4月以降、神姫バスによる運行は平日1往復のみとなり、土休日は阪急バスが毎日運行する午前中3往復のみとなった。2021年4月に阪急バスは波豆 - 三田駅間を廃止する意向が、神戸新聞により報じられる。
2021年2月25日、同年4月1日のダイヤ改正に伴い、前日の運行を持って廃止される事が発表された。改正後は、神姫バスが三田駅 - 香下峠 - 関学千刈キャンプ前 の経路で1日2往復運行する。
三田線の廃止に伴い、「普明寺橋」「羽束川」の各停留所（香下峠 - 波豆間が路線空白となる）と「松葉屋」の同線専用のりばが廃止される。
- 25系統：三田駅(北口) - 中央病院前 - 成谷口 - 香下 - 波豆 - 宝塚自然の家前 - 西谷車庫前 - 松葉屋[* 6] - 東部
  - 三田駅では北口側の12番のりばに発着する。なお、南口側にある1番のりばからは、山口営業所担当の17系統金仙寺口行き2往復が発着するため、誤乗に注意が必要。

### 臨時路線

#### 長尾山霊園線
1972年より運行。宝塚市営長尾山霊園の墓参バスとして、毎月第4日曜日に4.5往復運行。彼岸・盆時期には増便する（宝塚市の広報誌に随時掲載）。西谷出張所閉鎖後も引き続き宝塚営業所で担当する。
「阪急スクールパス」以外の企画乗車券等は使用できない。
- 30系統：宝塚 - 生瀬橋東詰 - 長尾山霊園口 - 長尾山霊園
  - 墓参のために特化した路線であること[* 7]や、経由する道路の構造上の都合[* 8]のため、上記停留所のみ停車する。

#### 宝塚すみれ墓苑線
宝塚市営宝塚すみれ墓苑の墓参バスとして、2月から12月の毎月第1日曜日と12月30日に1往復運行。彼岸・盆時期には宝塚営業所が運行し、2往復に増便する。彼岸・盆時期の運行日は、宝塚すみれ墓苑の公式サイトなどで公開される。
運賃は現金のみで支払い可能で、定期券や企画乗車券等は使用できない。
- 阪急山本 - 宝塚山手台四丁目 - 西谷夢プラザ - 宝塚すみれ墓苑管理事務所前 - 宝塚すみれ墓苑中央
  - 同墓苑の輸送に特化した路線のため、上記の停留所のみ停車する。クローズドドアシステムを採用しており、「宝塚山手台四丁目」「西谷夢プラザ」の各停留所は、墓苑行きは乗車のみ、阪急山本行きは降車のみ取り扱う。

#### 塩田八幡宮厄除臨時バス
神鉄バスの道場線を継承した路線。毎年1月18・19日の2日間のみ、1日21往復運行。時刻表は塩田八幡宮の公式ウェブサイトにて、年末に公開される。
道場線と重複していた三田線（有馬 - 三田）の区間は2002年に阪急バス山口営業所に移管された。
- 三田 - 新道場 - 塩田厄神前（宮前橋）
  - 上記の停留所のみに停車。

### 過去の路線
- 川床線（西谷車庫 - 川床口）
1960年から1972年まで運行された。唯一、猪名川町にまで足を延ばしていた路線。
前述の通り、かつて北摂自動車が現・猪名川町役場付近から波豆まで走っており、この路線が阪急バスによる西谷バス子会社化のきっかけの一つとなった。
2022年4月1日より上佐曽利から切畑を経由して日生中央駅を結ぶ路線が開設された[6]。

- その他、出合橋 - 切畑間などにも路線があった（系統は不明）。

## 車両
阪急バス#車両も参照
2020年6月現在、西谷出張所には6台が在籍、車種は日産ディーゼル製（車体は西日本車体工業製）に統一されていた。阪急バス移行後においては、同社でも珍しい1メーカーのみで揃えられた営業所・出張所でもあった。なお、阪急田園バスから阪急バスに編入された車両は元々の社番（000番台）に5000を足した番号を社番としている。
田園バスに社名変更されてからしばらくは、三菱ふそう製がほとんどだったが、晩年あたりから日産ディーゼル（現 UDトラックス）の車両が導入され、車両更新の活発化が激しくなった。
阪急田園バスから阪急バスへとなる際、豊中営業所から現行のエルガミオが配置されたことがあったが、西谷出張所の車両は車検や整備を地元の民間車検工場に委託しており、その工場が対応出来ない車種だった為、僅か４日間だけ配置され、また戻された経緯がある。

## 停留所
阪急田園バスの停留所の多くは、阪急バスと同型の停留所を使用している。
一部（大岩稲荷前、JR武田尾、長尾山霊園口）の停留所や臨時停留所を除き、すべてアルミ製を使用していた。
また、宝塚駅、山本駅、三田駅はイスと屋根が一体となった停留所を使用していた。
阪急バス吸収合併時は、停留所名変更停留所を除き、すべて『阪急田園バス』の上から、シールで『阪急バス』と貼りなおされた。
『御殿山2丁目』に関しては、阪急バス単独表示だった為、書き直されることなく今に至る。
また、阪急田園バスと阪急バス合併の時に、以下の停留所の名称変更が行われた。

### 合併時に名称変更された停留所
- 「西谷支所前」→「西谷夢プラザ (旧西谷支所前)」
- 「スポーツニッポンゴルフ前」[* 9]→「長尾山霊園口」
- 「阪急田園バス本社前」→「西谷車庫前」
- 「生瀬」[* 10]→「生瀬橋東詰」
- 「中央病院北口」→「中央病院前」[* 11]

### 廃止停留所
- 「中央病院南口」（三田方面）[* 11]　※廃止後暫くは、停留所の土台部分のみ置き、廃止と掲示していた。

### 以前名称変更された停留所
- 「千本橋」⇒「千本口」